# Gnangara Lake
Gnangara Lake är en sjö i Australien. Den ligger i delstaten Western Australia, omkring 18 kilometer norr om delstatshuvudstaden Perth. 
I omgivningarna runt Gnangara Lake växer huvudsakligen savannskog. Runt Gnangara Lake är det ganska tätbefolkat, med 108 invånare per kvadratkilometer. Genomsnittlig årsnederbörd är 820 millimeter. Den regnigaste månaden är juli, med i genomsnitt 142 mm nederbörd, och den torraste är januari, med 11 mm nederbörd.